# Koani
Koani ist eine Stadt in Tansania. Sie liegt auf der Insel Unguja (Sansibar) und ist die Hauptstadt der Region Unguja Kusini und auch das Verwaltungszentrum des Distriktes Kati.

## Geographie
Koani liegt im Zentrum der Insel Unguja in einer Seehöhe von 52 Metern rund zehn Kilometer östlich der Stadt Sansibar. Die Stadt hat eine Größe von sieben Quadratkilometer und rund 3000 Einwohner (Stand 2012). Das Klima in Koani ist tropisch, Am nach der effektiven Klimaklassifikation. Es regnet das ganze Jahr über, fast die Hälfte der Niederschläge von 1600 Millimeter fällt aber in den Monaten März bis Mai. Die Durchschnittstemperatur liegt bei 27 Grad Celsius. Am wärmsten ist es im Februar mit fast 29 Grad, am kühlsten im Juli mit rund 25 Grad Celsius.

## Bevölkerung
Im Jahr 2002 wohnten in Koani 2141 Menschen. Bis 2012 stieg die Bevölkerungszahl auf 3091, bestehend aus 1507 Männern und 1584 Frauen. Somit kamen auf 100 Frauen 95 Männer. Durchschnittlich lebten 4,8 Personen in einem Haushalt.

## Wirtschaft und Infrastruktur
- Straßen: Koani liegt an der Verbindungsstraße von Sansibar nach Chwaka an der Ostküste von Unguja. Im Jahr 2020 wurde eine Straße von Koani nach Jumbi eröffnet.[5]